# Tremaster
Tremaster is een geslacht van zeesterren uit de familie Asterinidae.

## Soort
- Tremaster mirabilis Verrill, 1880